# Xeropsamobeus desertus
Xeropsamobeus desertus är en skalbaggsart som beskrevs av Van Dyke 1918. Xeropsamobeus desertus ingår i släktet Xeropsamobeus och familjen Aphodiidae. Inga underarter finns listade i Catalogue of Life.